# Parafia św. Teresy z Avili w Stalach
Parafia św. Teresy z Avili w Stalach – parafia rzymskokatolicka znajdująca się w diecezji sandomierskiej, w dekanacie Tarnobrzeg. Erygowana została w 1930 roku przez bpa Anatola Nowaka.

## Historia
Pierwsza wzmianka o wsi Stale pojawiła się w 1662 roku; wieś należała wówczas do parafii Miechocin. W 1922 roku Stale weszły w skład nowej parafii Dominikanów w Tarnobrzegu. 
W 1929 roku bp Anatol Nowak podjął decyzję o utworzeniu ośrodka duszpasterskiego w Stalach. W 1930 roku na Wilczym Wzgórzu zbudowano murowany kościół parafialny, z fundacji dziedziców Seweryna i Teresy Dolańskich z Grębowa. 15 października 1930 roku została erygowana parafia, z wydzielonego terytorium parafii Dominikanów w Tarnobrzegu i parafii Grębów. 15 października 1930 roku bp Anatol Nowak poświęcił kościół i kamień węgielny.
Podczas wojny w 1944 roku kościół został poważnie uszkodzony, a po wojnie wyremontowany. 3 sierpnia 1978 roku kościół został poważnie uszkodzony przez pożar od uderzenia pioruna. Na przełomie lat 70. i 80. XX wieku kościół odbudowano. 15 października 1981 roku rozpoczęto odprawiać msze święte w odnowionym kościele. 15 października 1985 roku bp Tadeusz Błaszkiewicz poświęcił nowa polichromię.
25 marca 1992 roku na mocy Bulli Papieskiej „Totus Tuus Poloniae Populus” parafia została włączona w skład diecezji sandomierskiej.
Na terenie parafii w 2017 roku było 2901 wiernych, w miejscowościach Stale i Żupawa.
Proboszczowie parafii:
Na przestrzeni dziejów proboszczami byli m.in.: ks. Leon Wilk (od 1930), ks. Zbigniew Chimiak (1950–1960), ks. Kazimierz Haligowski (od 1963), ks. Henryk Smaroń (1981–1989), ks. kan. dr Józef Sądej (od 2004), ks. Marek Szczur (od 2024).

## Kościół filialny
W latach 1990–1992 w Żupawie zbudowano kościół filialny, według projektu arch. inż. Romana Gorczycy. 29 września 1991 roku bp Ignacy Tokarczuk poświęcił kamień węgielny. 31 października 1993 roku bp Wacław Świerzawski poświęcił kościół pw. św. Maksymiliana Marii Kolbego. W 2006 roku artysta Stanisław Urban wykonał polichromię kościoła.